# Hirschzell
Hirschzell ist ein Ortsteil der kreisfreien Stadt Kaufbeuren im bayerischen Allgäu. Das bäuerlich geprägte Kirchdorf liegt südöstlich der Stadt und hat 2.146 Einwohner (Stand 31. Dezember 2023).

## Geschichte

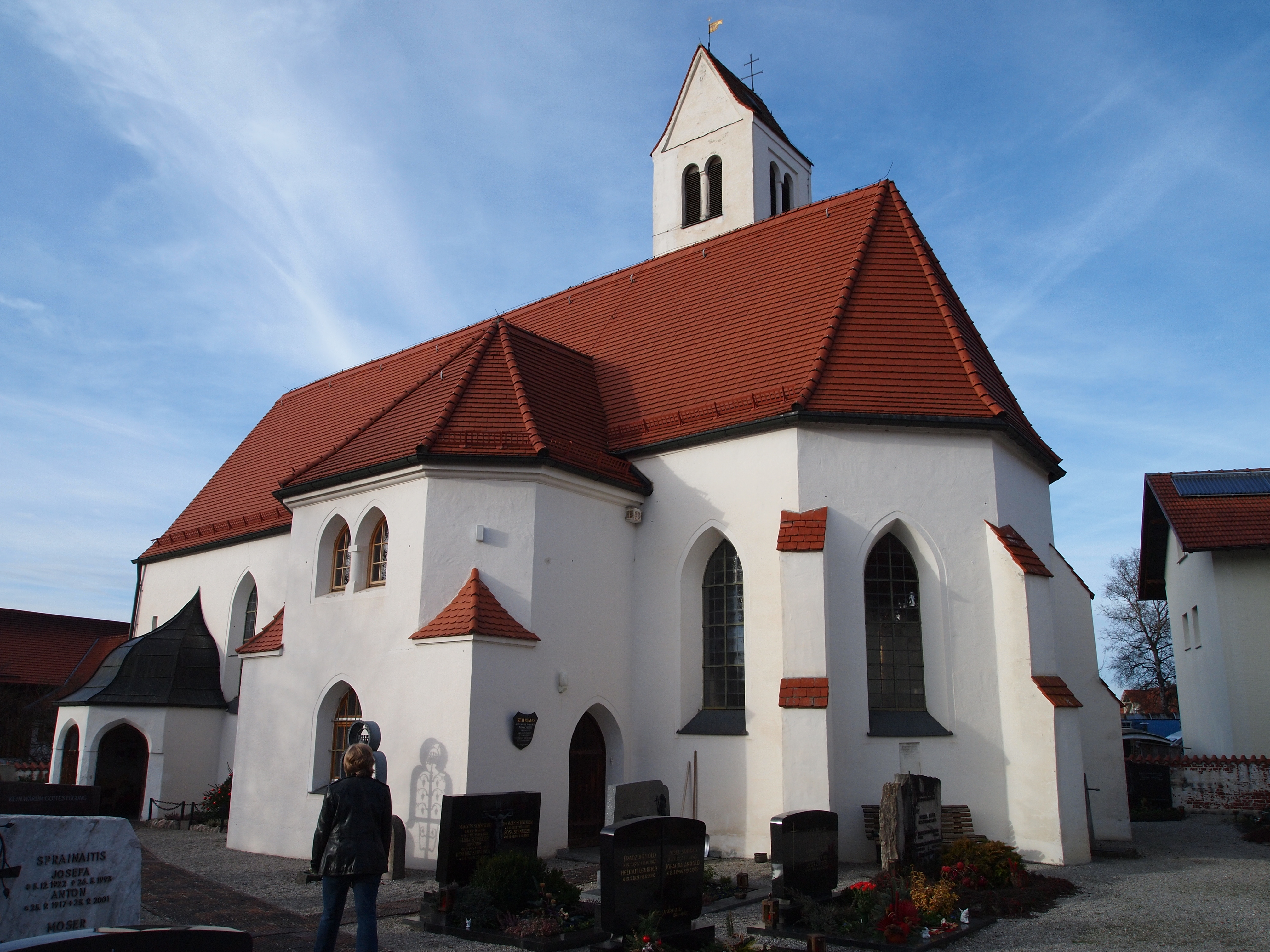
Kirche St. Thomas

Die erste urkundliche Erwähnung von Hirschzell findet sich im Jahr 839 als Herilescella. Als Ursprung wird eine Missionszelle des Klosters Stöttwang vermutet, die zum Stift Kempten gehörte.
Von der Mitte des 12. Jahrhunderts bis zum 14. Jahrhundert ist ein welfisches Dienstmannengeschlecht Hirschzell belegt, das auf dem südöstlich über dem Ort gelegenen Schloßberg seinen Burgsitz hatte. Bis 1535 unterstand der Ort dem Kemnater Geschlecht der Benzenauer, ehe Simprecht von Benzenau den Ort an Jakob von Kaltental verkaufte. Auch das Augsburger Patriziergeschlecht der Rehlinger verkaufte seine Anteile an Hirschzell 1535 an den Augsburger Domherren Kaspar von Kaltental, nachdem sich eine um 1521 von Dorothea von Rehlingen zu Haldenberg initiierte Klostergründung eines Zweigklosters der Augsburger Dominikanerinnen von St. Katharina als nicht überlebensfähig erwiesen hatte. In der Pfarrkirche St. Thomas erinnern zwei Steine an Dorothea von Rehlingen und ihre Mutter Barbara Schweikart.
Aus den Käufen bildete Jakob von Kaltental zu Mühlhausen am Neckar die Herrschaft Osterzell, die neben Hirschzell auch Tremmelschwang und Osterzell umfasste und vom letzten Freiherrn von Kaltental anno 1699 an das Kloster Rottenbuch verkauft wurde. In dessen Besitz verblieb der Ort bis zur Säkularisation im Jahre 1802.
Seit dem Reichsdeputationshauptschluss von 1803 gehörte der Ort zum Königreich Bayern, heute zu Bayern. Im Jahr 1818 entstand durch das Gemeindeedikt des Königs Max I. Joseph die Gemeinde.
Im Zuge der Gebietsreform wurde Hirschzell auf Basis eines Eingemeindungsvertrags vom 17. Mai 1972 zum 1. Juli 1972 in die Stadt Kaufbeuren eingemeindet.

## Wappen
Das gespaltene Wappen verweist links mit einem mit drei goldenen Kugeln besetzter Schrägbalken auf das Geschlecht der Benzenauer, welche einige Zeit die Herren von Hirschzell waren. Der rechte Teil, ein grün belaubter Baum auf grünem Schildfuß, steht für das Kloster Rottenbuch.

## Wirtschaft
Zu Beginn des 18. Jahrhunderts gab es in Hirschzell rund 30 landwirtschaftliche Anwesen. Wie im gesamten Allgäu wurde auch in Hirschzell Flachs angebaut, der in der nahegelegenen Textilstadt Kaufbeuren verarbeitet wurde. Mit der Einführung der Käserei im 19. Jahrhundert stellten die meisten Betriebe auf Milchwirtschaft um.
Heute ist der Ort vorwiegend von Landwirtschaft und Kleingewerbe geprägt.
In Hirschzell ist die ehemalige Zentrale und Keimzelle der Georg Jos. Kaes GmbH. In Hirschzell wurde 1963 der erste C&C-Markt, heute V-Markt eröffnet. Der Markt existiert noch, hat aber neben den größeren V-Märkten in Kaufbeuren nur mehr lokale Bedeutung. Der Firmensitz und das Zentrallager wurden in den 1990er Jahren in das nahe gelegene Mauerstetten verlegt.

### Freiwillige Feuerwehr
Die Freiwillige Feuerwehr Hirschzell blieb auch nach der Eingemeindung als eigenständige Feuerwehr mit eigenem Kommandant und Verein erhalten. Neben einem Löschgruppenfahrzeug ist in Hirschzell ein Spezialfahrzeug vom Typ MAN L26, Baujahr 2001 stationiert, das zwei Ein-Personen-Duschzelte mit Wasserheizung zur Personendekontamination zur Verfügung stellt. Zudem verfügt die Einrichtung über eine Drohne zur Menschen- und Rehkitzrettung.